# 厚內車站
厚內車站（日语：／ Atsunai eki */?）是位於日本北海道十勝郡浦幌町字厚內的北海道旅客鐵道（JR北海道）根室本線的鐵路車站。車站編號為K42。電報略號為アツ。
車站的名稱是來自阿伊努語的「ap-nay」（釣鉤川），亦有說是來自「ak-nay」（捕捉小動物之川）。

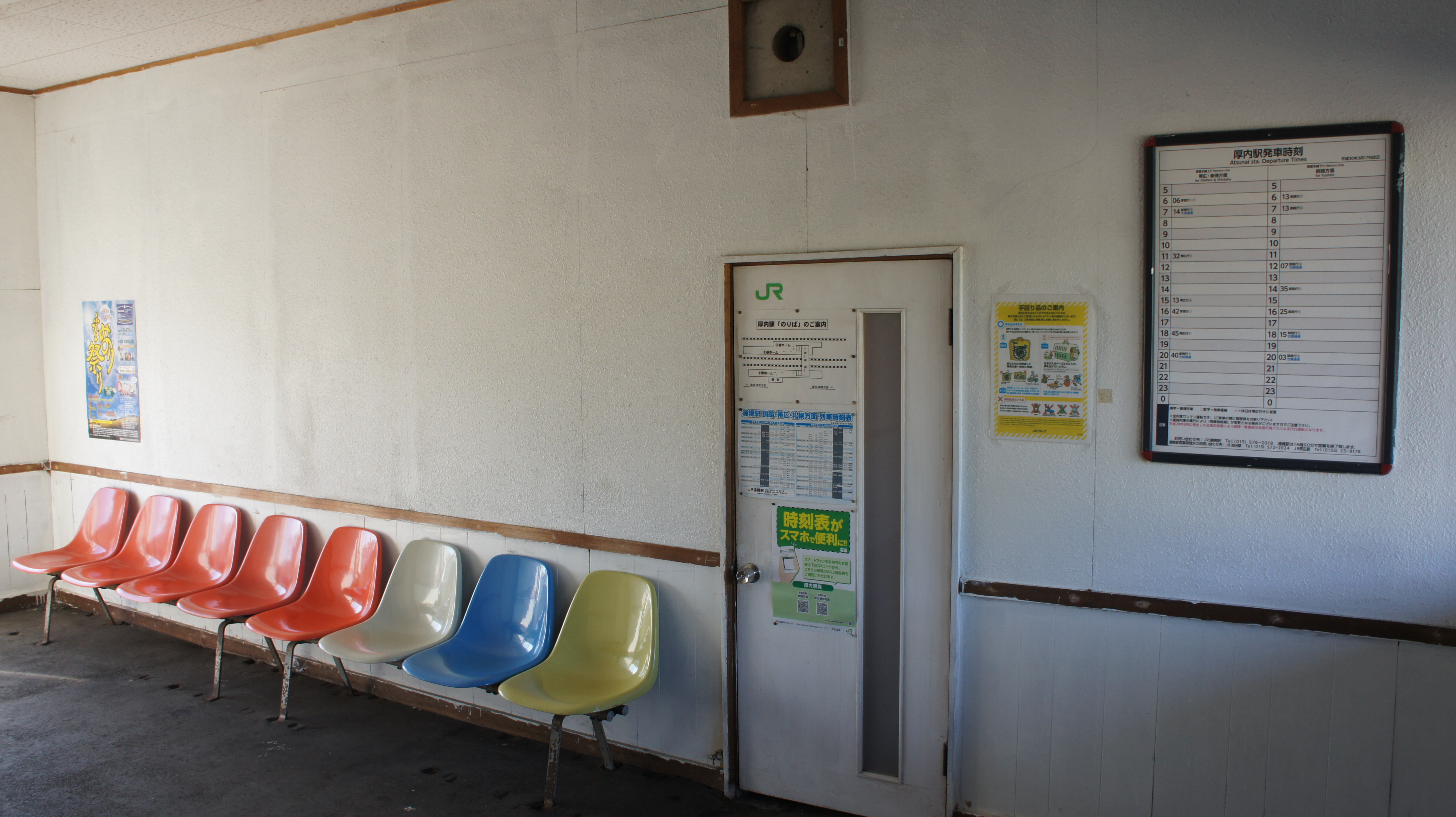
車站內部（2018年9月）

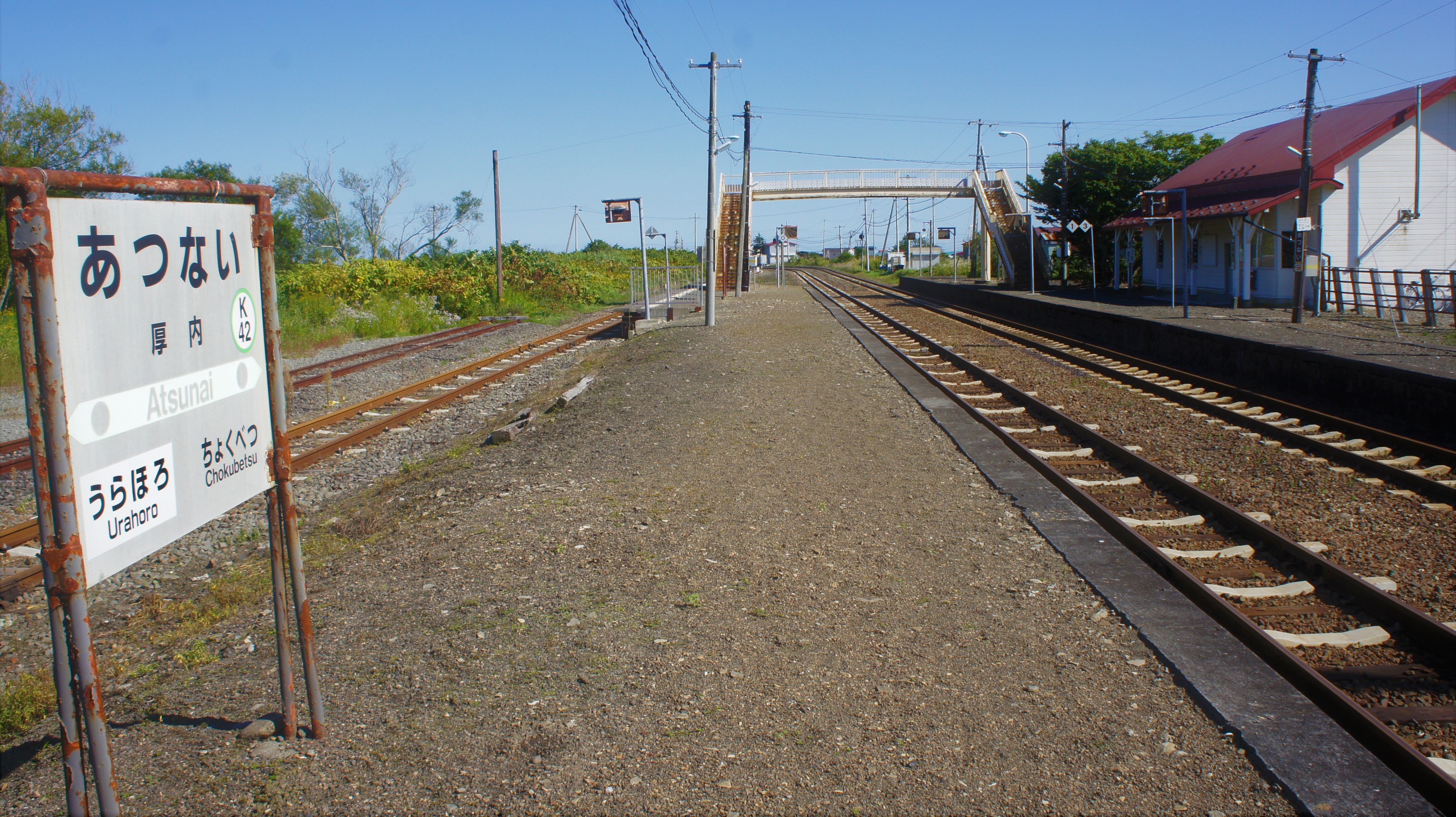
月台（2018年9月）

## 歷史
- 1903年（明治36年）12月25日 - 由於北海道官設鐵路浦幌～音別路線開始營業而設置。一般車站。
- 1905年（明治38年）4月1日 - 北海道官設鐵路被編入官設鐵道。
- 1971年（昭和46年）10月2日 - 廢除貨物處理。
- 1984年（昭和59年）2月1日 - 廢除行李處理。
- 1987年（昭和62年）4月1日 - 國鐵分割民營化後，由JR北海道繼承。
- 1992年（平成4年）4月1日 - 廢除簡易委託，車站完全無人化。

## 車站構造
- 厚內車站為2面3線、同時有側式及島式月台的地面車站。位於車站大樓旁的1號線為給本線的上下行列車行駛，而需要更換列車時，下行及上行方向將會分別使用3號及4號線。
- 為無人車站。
- 每日早上都會有一班列車前往釧路及芽室（假日為帶廣）。※於2007年10月1日修訂。

## 車站周邊
位於厚內的城鎮。
- 池田警察署厚內派出所
- 厚內郵政局
- 大津漁業協同組合厚內分所
- 厚內港

## 相鄰車站
北海道旅客鐵道（JR北海道）
■根室本線
浦幌（K40）－（常豐信號場）－（上厚內信號場）－厚內（K42）－（直別信號場）－（尺別信號場）－音別（K45）

## 外部連結
- （日語）JR北海道 – 厚內車站（页面存档备份，存于）
- （日語）厚內車站 （页面存档备份，存于）
- （日語）全驛參觀之旅 （页面存档备份，存于）